# Reconciliatio et Paenitentia
Reconciliatio et paenitentia (Latín para Reconciliación y Penitencia) es una exhortación apostólica del Papa Juan Pablo II, pronunciada el 2 de diciembre de 1984 en la Basílica de San Pedro en Roma, que surgió de la Sexta Asamblea General del Sínodo de los Obispos celebrada en 1983. Es la tercera de las exhortaciones apostólicas de Juan Pablo II, presenta a Jesús como el Reconciliador de un mundo destrozado.

## Estructura
Juan Pablo II comenzó la exhortación recordando del Evangelio de Marcos 1:15, las mismas palabras con las que Jesús comenzó su predicación: "Arrepentíos, y creed en el Evangelio". Sobre la base de ese tema, el Papa abordó "la reconciliación y la penitencia en la misión de la Iglesia hoy". Continuando con su enseñanza sobre el misterio de la Redención, el Papa presentó a Jesús como el Reconciliador de un mundo destrozado e instó a la Iglesia y al mundo a redescubrir el camino de la penitencia, el único camino que puede conducir a la reconciliación plena.
La exhortación tiene tres partes, así como una introducción y conclusiones. La introducción discute las divisiones y dificultades del mundo moderno. Hace hincapié en el deseo inherente de la humanidad por la reconciliación. El primer capítulo discute el hecho de que la misión de la Iglesia sigue siendo la conversión de corazones.
La segunda parte se titula: "El amor que es más grande que el pecado" y señala el pecado como la causa de las heridas que los individuos se inflingen a sí mismos, a Dios y a sus vecinos. Discute las dimensiones personales y sociales del pecado. El tercer capítulo discute los medios por los cuales la Iglesia fomenta la penitencia, la reconciliación y la curación, volviendo al tema de Marcos 1:15: "Arrepentíos, y creed en el Evangelio".
La parte final incluye un llamado a la unidad y conversión de corazones. Las enseñanzas sobre el pecado estructural en esta exhortación también fueron discutidas más tarde en la encíclica del Papa en 1987 Sollicitudo rei socialis.

## Contenido
El Papa usó la parábola del hijo pródigo para explicar el proceso de conversión y reconciliación, y que Dios el Padre es "rico en misericordia" y siempre está listo para perdonar. "La reconciliación es principalmente un regalo del Padre celestial" y una iniciativa de su parte. Él observa que el hermano mayor también necesita convertirse de su egoísmo y celos. Cada persona es tanto el hijo pródigo como el hermano mayor, ambos en necesidad de reconciliación.
Juan Pablo describe el pecado como "... la desobediencia de una persona que, por un acto libre, no reconoce la soberanía de Dios sobre su vida, al menos en ese momento particular en el que él o ella transgrede la ley de Dios", y es el pecado que es en última instancia la causa de todas las divisiones y conflictos dentro de la sociedad humana. La exhortación también discutió la visión de Juan Pablo II del "pecado estructural". El Papa insiste en el pecado como un acto personal gratuito. Él ve el "pecado social" de tres maneras: primero que el pecado personal tiene efectos sociales, segundo, que algunos pecados afectan directamente al prójimo, y tercero que el pecado social se refiere a las relaciones entre las comunidades humanas. El Papa rechazó la separación y el contraste del pecado personal y social de una manera que conduce a la dilución y eventual abolición del pecado personal, y la sustitución de la culpa social y la responsabilidad en su lugar.
Él está de acuerdo con la declaración del Papa Pío XII de que "el pecado del siglo es la pérdida del sentido del pecado", y reafirma las enseñanzas de la Iglesia sobre la distinción entre los pecados mortales y los veniales. Deplora la opinión de que todas las fallas son culpadas a la sociedad, y el individuo es declarado inocente de ellas, o que enfatiza tanto el condicionamiento ambiental e histórico y sus influencias que reduce la responsabilidad del hombre hasta el punto de no reconocer su capacidad para realizar actos verdaderamente humanos y por lo tanto, su habilidad para pecar.